# Бой в устье Делавэр
Бой в устье Делавэр (англ. Battle of Delaware Bay, или Battle of Cape May) — бой британского патруля с приватиром на входе в залив Делавэр в попытке пресечь морские сообщения колонистов. Вылился в дуэль британского шлюпа HMS General Monk с приватиром Hyder Ali, в которой победил приватир.

## Бой
8 апреля 1782 года 18-пушечный шлюп General Monk (капитан Иосия Роджерс, англ. Josiah Rogers) при содействии 16-пушечного лоялистского приватира загнал в залив Делавэр 16-пушечный вооруженный торговый корабль колонистов и взял 14-пушечный бриг Lovely, груженый мукой и железом. Перед встречей с британцами оба вместе с конвоем пытались обогнуть Кейп-Мэй, направляясь на Санта-Крус, но были вынуждены бежать в устье залива. «Купец» укрылся на мелководье, куда Роджерс не рискнул вести General Monk. Британский 28-пушечный фрегат HMS Carysfort, тоже был частью патруля, но в залив не вошел и в бою не участвовал.
General Monk на расстоянии обстреливал приткнувшегося к берегу «купца», когда сам был обстрелян пенсильванским шлюпом (фактически вооруженным кораблем) Hyder Ali (капитан Джошуа Барни), также 18-пушечным. Номинально это был равный бой, но General Monk был вооружен почти полностью карронадами — 16 × 9-фунтовых карронад, 2 × 6-фн пушки — против 18 длинноствольных пушек Hyder Ali. На дистанции выбранной американцем, карронады оказались неэффективны. К тому же они были плохо установлены и при стрельбе переворачивались. После 2-часового боя General Monk был вынужден спустить флаг.

## Последствия
Независимо от обстоятельств, бой закончился победой американцев, тем более громкой, что она была редкостью. Американская пропаганда изобразила победу над регулярным британским кораблем в максимально приподнятых тонах.
Вместо дуэли двух шлюпов, бой описывался как эскадренный, где три шлюпа одержали победу над эскадрой во главе с фрегатом. При этом вместо фрегата Carysfort указывали 32-пушечный HMS Quebec. Боевая мощь британского корабля завышалась. Так одно издание пишет, что отношение боевой мощи General Monk и Hyder Ali было 180/96, указывая вооружение первого как «двадцать 9-фунтовых», а второго как «шестнадцать 6-фунтовых». Равным образом преувеличены и британские потери. По британским данным, вес залпа обоих был одинаков, 78 фунтов.
General Monk был отдан в командование Джошуа Барни, будущему герою войны 1812 года. На нем Барни отправился с посыльной миссией к Бенджамину Франклину во Францию, а по окончании войны General Monk был передан французскому флоту.